# Sluisteken
Een sluisteken of pipe, in de volksmond "verticaal streepje", is het teken '|' in de ASCII-set. Door IT-professionals wordt dit teken ook wel het "pijp-symbool" genoemd. De verticale streep heeft soms een onderbreking in het midden (¦), maar geldt dan nog steeds als hetzelfde teken.  

## Unix
De Engelstalige benaming pipe is afkomstig van Unix. In de syntaxis van de shell van dit besturingssysteem kan men een aantal programma's tegelijk starten, waarbij elk programma de uitvoer van het vorige programma als invoer krijgt. Men schrijft de namen van de programma's op een regel, gescheiden door het pipe-teken.
Men kan bijvoorbeeld een matrix op kolom sorteren met de opdracht:
matrix | transpose | sort | transpose
Het eerste programma genereert een matrix. Er is geen programma om de matrix op kolom te sorteren, dus wordt de matrix door het tweede programma getransponeerd, door het derde op rij gesorteerd en door het vierde weer terug getransponeerd.
Men denkt bij deze syntaxis aan een pijplijn of lopende band waardoor de gegevens worden verwerkt, wat de benaming pipe verklaart.  

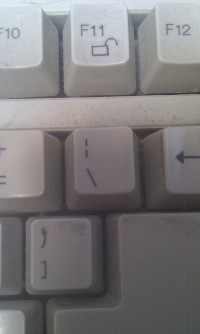
Verticale streep op een pc-toetsenbord

## Tekencodering
|                | Verticaal streepje ('\|')               | Onderbroken streep ('¦')                |
| -------------- | --------------------------------------- | --------------------------------------- |
| ASCII          | decimaal: &#124; hexadecimaal: &#x007C; | decimaal: &#124; hexadecimaal: &#x007C; |
| ISO/IEC 8859-1 | hexadecimaal: =7C                       | hexadecimaal: =A6                       |
| Unicode        | U+007C                                  | U+00A6                                  |
| HTML           | &#124;                                  | &#166; &brvbar;                         |